# Arradon
Arradon (in bretone: Aradon) è un comune francese di 5 685 abitanti situato nel dipartimento del Morbihan nella regione della Bretagna. Il comune si affaccia sul golfo di Morbihan.

## Società

### Evoluzione demografica
Abitanti censiti